# Viquingues na península Ibérica

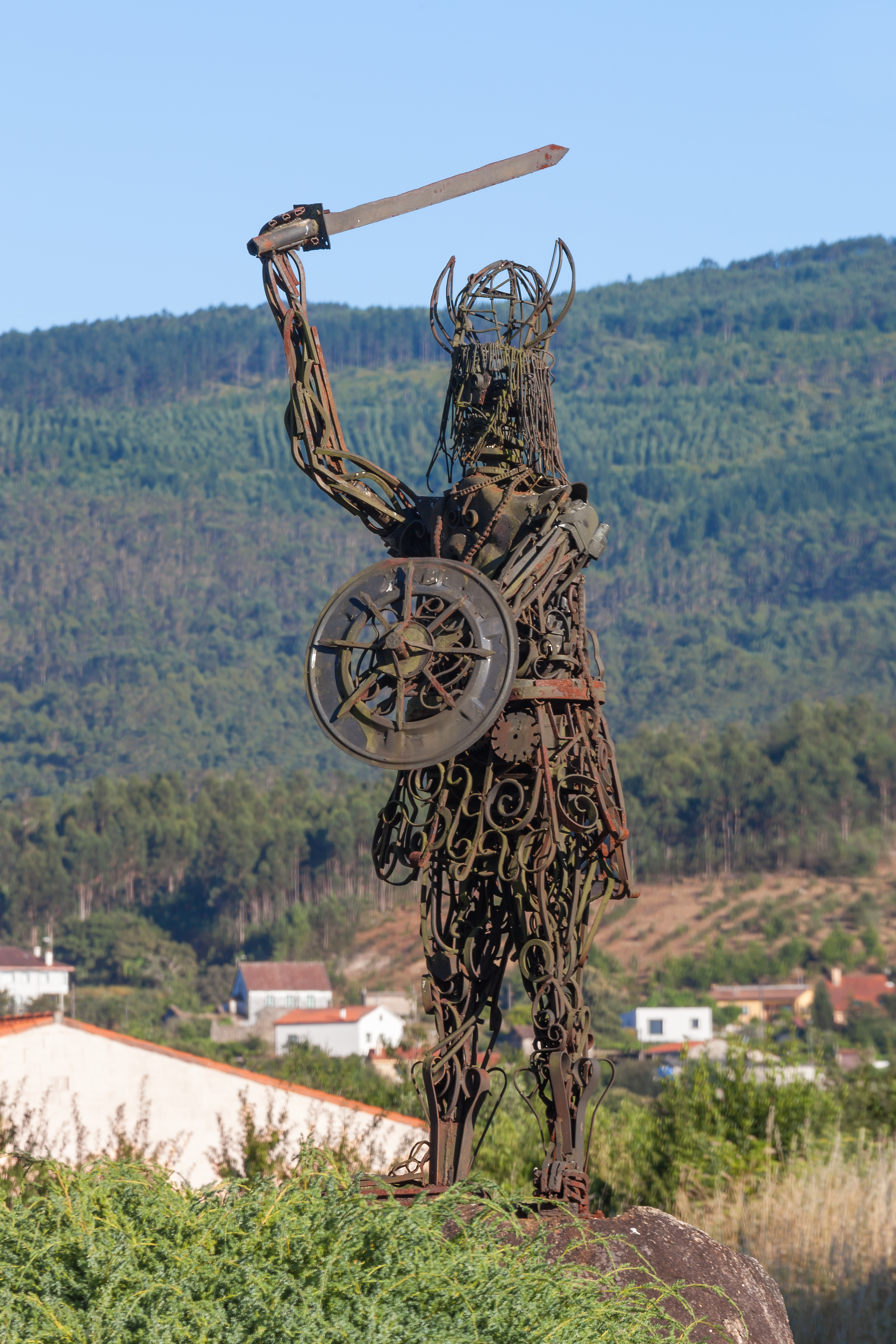
Estátua em lembrança das incursões viquingues, Catoira (Galiza)

A chegada dos viquingues na península ibérica data de 840, quando um número indeterminado de embarcações bordeou a costa galega e asturiana, até chegar à actual Torre de Hércules - torre e farol situado na península da cidade da Corunha, em Espanha. O seu grande tamanho deve ter-lhes parecido importante, e saquearam a pequena aldeia situada a seus pés. Ordonho I teve notícias da expedição e convocou o seu exército para fazer frente à incursão, derrotando os viquingues e recuperando boa parte da pilhagem. Mandou afundar entre sessenta e setenta dos seus barcos, o que não deve ter sido uma grande vitória como demonstra o facto de que seguiram a sua campanha de saques. Em Lisboa, os cronistas falam de uma esquadra composta por 53 baixéis.
No ano 844, outra expedição normanda arrasou a cidade de Gijón e seguiu a costa atlântica até chegar a Lisboa e atacá-la. Em seguida, tomaram Cádis e subiram de novo pelo Guadalquivir, saqueando minuciosamente Sevilha durante sete dias, a partir da qual lançaram ataques por terra. No entanto, quando Abderramão II saiu com os seus homens, e após algumas batalhas, os viquingues viram que não podiam vencer a força andaluza e fugiram, abandonando Sevilha e deixando muitos para trás, que se renderam às forças do Emir. Destes, os mais afortunados acabaram criando cavalos ou fazendo queijo; os menos, com o velho castigo para a pirataria: enforcados.
Durante o reinado de Afonso III das Astúrias, os viquingues chegaram a cortar as comunicações navais com o resto de Europa. O historiador e hispanista Richard Fletcher menciona pelo menos duas incursões assinaláveis na Galiza em 844 e 858.
| “ | Afonso III estava bastante preocupado pela ameaça dos viquingues para estabelecer postos fortificados na costa, como faziam outros reis. | ” |

Em 858, os normandos subiram pelo Ebro desde Tortosa, subiram-no até ao Reino de Navarra, deixando atrás as inexpugnáveis cidades de Saragoça e Tudela, seguindo depois pelo seu afluente, o rio Aragão, até encontrarem o rio Arga, o qual também subiram, chegando até Pamplona, que saquearam, raptando ao rei navarro. Uma expedição similar atacou Orihuela a partir do rio Segura. Em 859, os viquingues chegaram de novo a Pamplona e sequestraram o novo rei Garcia I Iñíguez.
Como consequência destes ataques, em 859 tentou-se detê-los de novo. Ampliou-se o porto de Sevilha e aumentou-se a frota de vigilância marítima sob os reinados de Abderramão III e Aláqueme II. Abderramão II, ante as incursões normandas, construiu os arrábitas, fortalezas nas desembocaduras fluviais, entre estas as denominadas hoje em dia São Carlos da Rápita em Tarragona, La Rábida no rio Tinto de Huelva; La Rábita em Granada, entre as desembocaduras do rio Grande e do rio Guadalfeo etc.
Em 968, o bispo Sisnando de Santiago de Compostela foi assassinado e o mosteiro de Curtis saqueado, tendo sido necessário adotar medidas para defender a cidade interior de Lugo. O saque de Tui, no século XI, deixou o cargo episcopal da cidade vazio por meio século. A montante no rio Minho, já na margem esquerda, nas arribas ribeirinhas de Melgaço, existem no monte do Prado dezenas de misteriosas e grandes cabeças de figuras fantásticas, iguais às que os viquingues esculpiam, pensam alguns historiadores terem esta origem. A captura e sequestro de reféns para pedir um resgate também foi prática comum: Fletcher menciona o pagamento de Amarelo Mestáliz para garantir a segurança da sua terra e resgatar as suas filhas, capturadas em 1015. O bispo Crescónio de Compostela (1036–66) repeliu ainda outro ataque viquingue e mandou construir as Torres do Oeste, em Catoira, como fortaleza naval para proteger Compostela. A Póvoa de Varzim, no norte de Portugal e a praia da Nazare foram colonizadas pelos viquingues; a cidade de Braga, muitas vezes saqueada, bem como todo o vale e localidades do vale do rio Cávado, com tanta frequência, que motivou a construção das impressionantes muralhas da cidade de Guimarães. Também a cidade do Porto e Lisboa sofreram ataques de grande importância. Mais contundente foi o conde Gonçalo Sancho, que destruiu toda a frota de Gunrod da Noruega; o conde Sancho capturou e esfaqueou toda a tripulação e seu rei.
Não se sabe com certeza a causa ou causas que terminaram com os ataques viquingues. Alguns autores opinam que a aceitação da fé cristã por volta do ano 1000 pela maioria destes, atenuou o seu desejo de atacar a seus correligionários. Também se aponta que as incursões só constituíam uma moda e que terminaram quando deixaram de ser novidade. De qualquer modo, os reinos nórdicos desejavam cada vez mais abrir-se ao resto de Europa e comerciar com eles em lugar de os invadir. Como exemplo, está o caso do rei castelhano Afonso X de Leão e Castela, que casou o seu irmão Filipe com a princesa Cristina da Noruega a 31 de março de 1252, porque o dito casamento era conveniente tanto para Afonso X como para Haquino IV.